# Hrabstwo Cowlitz
Hrabstwo Cowlitz (ang. Cowlitz County) – hrabstwo w stanie Waszyngton w Stanach Zjednoczonych. Hrabstwo zajmuje powierzchnię 1166,33 mil² (3020,78 km²). Według szacunków United States Census Bureau w roku 2009 miało 101 966 mieszkańców. Jego siedzibą jest Kelso.
Hrabstwo zostało utworzone 21 kwietnia 1854 r.

## Miasta
- Castle Rock
- Kalama
- Kelso
- Longview
- Woodland

## CDP
- Longview Heights
- Ryderwood
- West Side Highway